# بريتاني باين
بريتاني باين (بالإنجليزية: Brittany Ann Payne)‏ هي متسابقة ملكة الجمال أمريكية، ولدت في 7 مارس 1992م في لوس أنجلوس في الولايات المتحدة.